# Mount Terrible
Mount Terrible är ett berg i Australien. Det ligger i regionen Mansfield och delstaten Victoria, omkring 110 kilometer nordost om delstatshuvudstaden Melbourne. Toppen på Mount Terrible är 1 325 meter över havet, eller 498 meter över den omgivande terrängen. Bredden vid basen är 15,5 km.
Runt Mount Terrible är det mycket glesbefolkat, med 2 invånare per kvadratkilometer.. 
I omgivningarna runt Mount Terrible växer i huvudsak städsegrön lövskog. Genomsnittlig årsnederbörd är 1 627 millimeter. Den regnigaste månaden är juni, med i genomsnitt 193 mm nederbörd, och den torraste är januari, med 71 mm nederbörd.